# 鬼同你玩
《鬼同你玩》（英語：Play with Strangers）是一部2000年上映的香港恐怖喜劇鬼片，本片由麥啟光執導，張耀揚、黃家諾等主演。

## 劇情
本片主要講述張向揚和三名被殺的公司合夥尋找兇手的故事。

## 演員
| 演員   | 角色   | 粵語配音 | 備註 |
| 張耀揚 | 張向揚 | 張耀揚   | 具有分析能力的職業賭徒 在一天和雷雨、Romeo Leung、容雪賭錢那三人被殺害，只有自己活下來 雷雨、Romeo Leung、容雪之好友 葉亨之天敵 嘉文之男友 最后用自己的特長使葉亨說出自己殺了雷雨、Romeo Leung、容雪這三兄弟 |
| 雷宇揚 | 雷雨   | 雷宇揚   | 富豪 在一次和張向揚賭錢時自己和Romeo Leung、容雪一起被葉亨殺死 張向揚、Romeo Leung、容雪之好友 后化為鬼，目標要找出兇手                                                                                      |
| 阮兆祥 | 梁先生 | 阮兆祥   | 富豪 英語名為Romeo Leung 在一次和張向揚賭錢時自己和雷雨、容雪一起被葉亨殺死 張向揚、雷雨、容雪之好友 后化為鬼，目標要找出兇手                                                                                |
| 林雪   | 容雪   | 高翰文   | 富豪 在一次和張向揚賭錢時自己和雷雨、Romeo Leung一起被葉亨殺死 張向揚、雷雨、Romeo Leung之好友 后化為鬼，目標要找出兇手                                                                                      |
| 黃卓玲 | 嘉文   | 陸惠玲   | Romeo Leung之女友，後為張向揚之女友 |
| 黃家諾 | 葉亨   | 潘文柏   | 本片終極大反派 公司老板 雷雨、Romeo Leung、容雪之合作夥伴 性格貪心，不擇手段 為了錢而和其他公司合謀殺死雷雨、Romeo Leung、容雪 最后被張向揚用其的特長逼自己說出自己殺了雷雨、Romeo Leung、容雪               |
| 何家駒 | 王先生 | 黃志明   | 賭客 和張向揚賭錢（特別客串） |
| 黎宣   | 容母   | 黎宣     | 容雪之母親 |
| 方平   | 判官   | 黃志明   | 天堂判官 負責雷雨、Romeo Leung、容雪被殺案的天堂判官 |

## 外部連結
- 香港影庫上《鬼同你玩》的資料（繁體中文）
- 豆瓣电影上《鬼同你玩》的資料 （简体中文）